# 澄迈站
澄迈站位于中国海南省澄迈县金江镇，为海南西环铁路的货运车站。目前由广州铁路（集团）公司所属的海南铁路有限公司海口车务段管辖。车站仅办理整车货物发到。另有专用线接入华润水泥公司。